# Inger Hammer
Inger Marie Hammer gift Barfod (22. juli 1884 i København - 27. juli 1967 i Tibirke) var en dansk tennisspiller medlem af B.93.
Inger Hammer vandt det danske mesterskaber i damesingle tre år i træk 1912-1914.
Hun blev i 1915 gift med den senere departementschef Aage Barfod (1878-1956).